# Hacettepe Red Deers
Gli Hacettepe Red Deers sono la squadra di football americano dell'Università Hacettepe di Ankara, in Turchia; fondati nel 1991, hanno vinto 2 titoli nazionali e 12 titoli AFK.

## Dettaglio stagioni

### Amichevoli
| Stagione | Vin | Par | Per | Tot | PF | PS | avversaria        |
| -------- | --- | --- | --- | --- | -- | -- | ----------------- |
| 2015     | 1   | 0   | 0   | 1   | 7  | 6  | Tbilisi Crusaders |
| Totale   | 1   | 0   | 0   | 1   | 7  | 6  |                   |

### Tornei nazionali

#### Campionato

##### TAFK/1. Lig
| Stagione | regular season | regular season | regular season | regular season | regular season | regular season | playoff | playoff | playoff | playoff | playoff | playoff   | playoff       |
|          | Vin            | Par            | Per            | Tot            | PF             | PS             | Vin     | Per     | Tot     | PF      | PS      | risultato | avversaria    |
| -------- | -------------- | -------------- | -------------- | -------------- | -------------- | -------------- | ------- | ------- | ------- | ------- | ------- | --------- | ------------- |
| 2001     | 4              | 0              | 0              | 4              | 208            | 37             | 2       | 0       | 2       | 110     | 22      | Campioni  | ITÜ Hornets   |
| 2009-10  | 1              | 0              | 6              | 7              | 100            | 150            | -       | -       | -       | -       | -       | -         | -             |
| 2011-12  | 4              | 0              | 3              | 7              | 173            | 107            | 1       | 1       | 2       | 24      | 47      | Finale    | Gazi Warriors |
| 2012-13  | 2              | 0              | 5              | 7              | 110            | 156            | -       | -       | -       | -       | -       | -         | -             |
| 2013-14  | 3              | 0              | 4              | 7              | 88             | 91             | -       | -       | -       | -       | -       | -         | -             |
| 2014-15  | 1              | 0              | 6              | 7              | 31             | 150            | -       | -       | -       | -       | -       | -         | -             |
| 2017     | 1              | 0              | 6              | 7              | 59             | 212            | -       | -       | -       | -       | -       | -         | -             |
| 2020     | 1              | 0              | 0              | 1              | 22             | 7              | -       | -       | -       | -       | -       | -         | -             |
| 2022     | 1              | 0              | 5              | 6              | 42             | 196            | -       | -       | -       | -       | -       | -         | -             |
| Totale   | 18             | 0              | 35             | 53             | 833            | 1106           | 3       | 1       | 4       | 134     | 69      |           |               |

Fonti: Enciclopedia del Football - A cura di Massimo Mezzetti

##### 2. Lig
| Stagione | regular season | regular season | regular season | regular season | regular season | regular season | playoff | playoff | playoff | playoff | playoff | playoff         | playoff                         |
|          | Vin            | Par            | Per            | Tot            | PF             | PS             | Vin     | Per     | Tot     | PF      | PS      | risultato       | avversaria                      |
| -------- | -------------- | -------------- | -------------- | -------------- | -------------- | -------------- | ------- | ------- | ------- | ------- | ------- | --------------- | ------------------------------- |
| 2018     | 5              | 0              | 1              | 6              | 147            | 57             | 1       | 1       | 2       | 10      | 44      | Finale          | Gazi Warriors                   |
| 2019     | 4              | 0              | 0              | 4              | 118            | 34             | 2       | 1       | 3       | 71      | 68      | Finale/Promossi | Yeditepe Eagles/Anadolu Rangers |
| 2023     | 2              | 0              | 1              | 3              | 71             | 39             | 1       | 1       | 2       | 22      | 51      | Finale          | Istanbul Bulls                  |
| 2024     | 4              | 0              | 0              | 4              | 109            | 12             | 2       | 0       | 2       | 32      | 6       | Campioni        | Ege Dolphins                    |
| Totale   | 15             | 0              | 2              | 17             | 445            | 142            | 6       | 3       | 9       | 135     | 169     |                 |                                 |

Fonti: Enciclopedia del Football - A cura di Massimo Mezzetti

### Riepilogo fasi finali disputate
| Anno              | Luogo   | Evento | Fase del torneo      | Incontro                              | Risultato |
| 2001              |         | TAFK   | Finale               | Hacettepe Red Deers - ITÜ Hornets     | 36 - 30   |
| 27 maggio 2012    |         | 1. Lig | Finale               | Gazi Warriors - Hacettepe Red Deers   | 47 - 12   |
| 9 giugno 2018     | Ankara  | 2. Lig | Finale               | Hacettepe Red Deers - Gazi Warriors   | 0 - 42    |
| 14 luglio 2019    |         | 2. Lig | Spareggio promozione | Hacettepe Red Deers - Anadolu Rangers | 33 - 31   |
| 17 settembre 2023 | Sakarya | 2. Lig | Finale               | Istanbul Bulls - Hacettepe Red Deers  | 33 - 2    |
| 25 maggio 2024    | Düzce   | 2. Lig | Finale               | Hacettepe Red Deers - Ege Dolphins    | 13 - 0    |

## Palmarès
- 11 Campionati AFK (1993-94, 1996-97, dal 1998-99 al 2005-06)
- 2 Campionati turchi (2006-07, 2007-08)
- 1 2. Lig (2024)